# Leonor Fini
Leonor Fini (Buenos Aires, 30 agosto 1907 – Parigi, 18 gennaio 1996) è stata una pittrice, scenografa, costumista, scrittrice, illustratrice e disegnatrice italiana.
Il suo legame con il teatro, i suoi romanzi surrealisti, la sua passione per il disegno e la fotografia, le sue frequentazioni e la sua vita fuori dagli schemi tracciano un profilo d'artista particolarmente interessante nel campo dell'arte e della letteratura del Novecento.

## Biografia

### Un talento precoce
Leonor Fini nacque da padre argentino di origini beneventane e madre triestina di origini tedesche. In seguito alla separazione, madre e figlia rientrarono a Trieste nel 1909 ospiti dello zio Ernesto Braun. La bambina, soprannominata Lolò, fu al centro di una strenua lotta tra i genitori, e il padre, pur di ricondurla a sé e di portarla in Argentina, tentò in tutti i modi di riprendersela, sino a giungere a un tentativo di rapimento. La madre, Malvina Braun, occultò la bambina adottando la tecnica del travestimento: Leonor Fini in futuro adotterà spesso, anch'essa, questo stratagemma per scandalizzare gli abitanti dei paesini del Carso sloveno o per divertire amici e colleghi. Cresciuta nell'atmosfera della Trieste del Ventennio, ove si contavano numerose le figure di letterati di livello internazionale (Svevo, Saba, Bazlen) e di artisti, la Fini iniziò a disegnare da bambina le amiche di famiglia in visita a casa Braun. Dal 1925 seguì le lezioni di pittura di Edmondo Passauro, ritrattista triestino e pittore di figura che segnò la pittura finiana almeno sino al suo passaggio parigino. Dal 1928 strinse una solida amicizia con Arturo Nathan e con Carlo Sbisà e di quest'ultimo eseguì anche un ritratto a matita. Partecipò in quell'anno alla II Esposizione del Sindacato Fascista di belle arti con tre ritratti: Ritratto di Italo Svevo, Ritratto maschile e Angelo dimissionario. A Trieste conobbe anche la giovane praghese Felicita Frai, che più tardi si trasferì a Ferrara e divenne allieva e collaboratrice di Achille Funi. A lei qualche anno più tardi la Fini dedicò un ritratto in olio su tavola.

### Vocazione e cosmopolitismo
Gli anni triestini sono dominati proprio da questo forte debito nei confronti dei protagonisti della pittura locale, da cui si affrancò dopo aver conosciuto anche lei il pittore Achille Funi, intanto trasferitosi a Milano. Dopo essersi legata sentimentalmente a lui, la giovane Leonor lasciò Trieste per spostarsi a Milano. Nel gennaio 1929 espose sedici sue opere nella galleria di Vittorio Barbaroux assieme a Nathan e a Sbisà. In marzo fu invitata alla Permanente per la II Mostra del Novecento italiano. Gio Ponti le pubblicò il disegno Tulipano su Domus di luglio. Entrata in contatto con l'ambiente meneghino, conobbe gli artisti più importanti del tempo tra cui Carrà, Sironi, Campigli e De Chirico. Lascerà testimonianza di sé nel pavimento del Palazzo della Triennale realizzando a quattro mani con lo stesso Achille Funi il mosaico La cavalcata delle Amazzoni. Nel settembre 1931 Leonor Fini decise di varcare le Alpi per trasferirsi a Parigi, città che diverrà, seppur tra continui viaggi e tappe intermedie, la sua patria adottiva. Qui nel 1932 espose alla mostra 22 artistes italiens modernes organizzata alla Galérie Bernheim. Alla Biennale di Venezia dello stesso anno figura assieme a De Chirico, de Pisis, Severini, Campigli e Garbari nella Mostra degli Italiani a Parigi. Il fotografo Henri Cartier-Bresson la presentò a un giovane intellettuale, André Pieyre de Mandiargues, e in estate i tre insieme fecero un viaggio in Italia. Presto l'amicizia con de Mandiargues si trasformò in un legame sentimentale e i due andarono a convivere.
Nel circuito di mondanità, tra feste e ricevimenti frequentati da intellettuali e da nobili, grazie ai quali si procurava delle committenze come ritrattista, nel 1933 Leonor Fini conobbe Max Ernst, che la introdusse nell'ambiente della letteratura e della pittura surrealista. Senza mai unirvisi ufficialmente, la Fini si sentì affine all'estetica surrealista e al suo modo alternativo di vedere la vita. Conobbe artisti come André Breton, Salvador Dalí, Paul Éluard e cambiò sia lo stile che i soggetti delle sue opere, respingendo lo schema binario maschile/femminile e dipingendo la donna come dea o come sfinge.
Con Max Ernst, che la definì "la furia italiana a Parigi" intraprese nel 1936 un viaggio a New York, ove i due esposero presso la galleria di Julien Levy e dove venne introdotta nell'ambiente del Moma allora diretto dal celebre Alfred Barr. Qui, attraverso il celebre stilista Christian Dior, Leonor Fini ebbe modo di entrare in contatto con Elsa Schiaparelli per la quale creò una boccetta a forma di busto femminile per il profumo Shocking, ispirandosi alle forme di Mae West. Erano anni di intenso lavoro, soprattutto di ritratti eseguiti su commissione.
Alle porte della seconda guerra mondiale la pittrice, invitata da Ernst e da Leonora Carrington, partì in auto per Saint-Martin-d'Ardèche insieme a de Mandiargues e a Federico Veneziani (che più tardi divenne suo marito per un breve periodo). Lungo la strada incontrarono Salvador Dalì e sua moglie Gala e tutti insieme decisero di recarsi ad Arcachon. In questa località nei pressi di Bordeaux, per l'imminente scoppio della guerra furono costretti a trattenersi fino all'estate 1940. Al ritorno, avendo trovato Parigi occupata dai nazisti, Leonor Fini decise di fuggire a Montecarlo. Qui, durante una prima teatrale conobbe il console Stanislao Lepri che, innamoratosi dell'artista, decise di lasciare la sua professione per dedicarsi anch'egli alla pittura. Nel 1951 la coppia si trasformò in un ménage à trois dopo l'incontro con l'intellettuale polacco Konstanty Jeleński, detto Kot, e la convivenza si interruppe solo nel 1980, dopo la morte di Lepri.

### Uno stile personalissimo

Leonor Fini insieme a Enrico Colombotto Rosso che finge di imitarla nel dipinto di un gatto.

I tardi anni trenta e gli anni quaranta sono costellati da una cavalcata di dipinti di stampo surrealista (dal famosissimo Le bout du monde alla Pastorella delle sfingi, acquistato da Peggy Guggenheim e chiara testimonianza dell'amore della pittrice per la duplicità, l'ibrido, il doppio) sino ad arrivare a citazioni colte di pittori del Quattro e del Cinquecento italiano (per esempio L'alcove del 1942, chiaro rimando alla Danae di Tiziano Vecellio, o La Grande Racine del 1948 ispirata alle composizioni del pittore milanese Arcimboldo). La figura mitologica della sfinge resta uno dei maggiori archetipi della sua pittura. Per tutta la vita Fini dipinse questi esseri metà donna, metà felino, quasi a volersi specchiare e riconoscersi. Forte era la sua passione anche per i gatti: l'appartamento parigino che condivideva con Lepri e Jeleński era popolato da gatti e una gatta entrerà nell'asse patrimoniale al momento della scomparsa dell'artista.
In seguito allo scoppio del secondo conflitto mondiale, ritiratasi brevemente nel Nord della Francia ospite di Salvador Dalí, decise di lasciare Parigi per accompagnare a Roma Lepri, richiamato in patria dalle autorità italiane. A Roma conobbe Luchino Visconti, Carlo Levi, Alberto Moravia, Elsa Morante e si legò d'intensa amicizia con l'architetto e pittore Fabrizio Clerici che frequentò assiduamente per tutta la vita.
Nel gennaio 1946 Leonor Fini è nella redazione della rivista Movimento Nuovo, organo del Centro di Rinnovamento Culturale Italiano (situato in via Sicilia 59 a Roma, e diretto da Goffredo Petrassi, Raoul Ricciardi, Filiberto Sbardella) assieme ad autorevoli personaggi come Guido Ballo, Nino Bertoletti, Guido Fagioli, Renato Guttuso, Roberto Melli, Guglielmo Petroni, Guido Piovene, Michelina Riviere, Alberto Vecchietti, Fantasio Piccoli, Guido Turchi, Oliviero Fagioli, Mario Penelope, Mino Guerrini, Ciarrocchi, Luigi Bartolini, Enrico Prampolini, Francesco Perotti, Virgilio Guzzi, Giuseppe Mazzullo, G. Severini, Fausto Pirandello, Sante Monachesi, Carlo Pozzesi.
Tornata a Parigi nel 1946, lavorò intensamente come illustratrice e come pittrice di opere ricche di significati simbolici come Le bout du monde e L'ange de l'anatomie. De Mandiargues le dedicò il volume Le Musée noir. Affascinata dai travestimenti, occupava la scena mondana partecipando a balli mascherati dove indossava maschere e abiti ideati da lei e realizzati da celebri stilisti e documentati da servizi fotografici eseguiti da André Ostier. Nel 1951 compì un viaggio in Egitto con Lepri, espose nel famoso Shepherd's Hotel del Cairo e ritrasse il principe Hassan, nipote del re d'Egitto. Tornata in Italia, partecipò a Venezia, insieme a Clerici, al celebre ballo in maschera ospitato da Carlos de Beistegui a Palazzo Labia, vestita da angelo nero. A Roma fu quindi la protagonista della ritrattistica ufficiale del bel mondo capitolino e lavorò molto per il teatro e per il cinema (suoi i costumi per Giulietta e Romeo, premiato con il Leone d'oro nel 1954, e le scenografie per Les bonnes di Genet e per Requiem per una monaca di Faulkner). A queste attività cittadine alternò lunghi soggiorni estivi presso un'antica torre di avvistamento sul lungomare di Anzio che lei e Fabrizio Clerici affittavano di anno in anno, oppure presso il monastero abbandonato di Nonza, in Corsica. Qui, tra ispirazioni quattrocentesche, su tutti Piero della Francesca, riuniva i suoi amici più intimi sperimentando il travestimento, la fotografia, la pittura e il disegno. Tra i suoi ospiti Brigitte Bardot e Dorothea Tanning, moglie dell'amico Max Ernst e naturalmente Fabrizio Clerici che, insieme a Lepri e Jeleński, Leonor considerava suo fratello. Di questo rapporto con Fabrizio Clerici rimangono come testimonianza oltre mille lettere di Leonor a Fabrizio. Uno dei pochi filmati nei quali si vede Leonor Fini dipingere è quello che la riprende intenta ad eseguire il ritratto di Fabrizio Clerici nel 1952 presso la torre sul litorale romano. Di questo periodo di lavoro di Leonor Fini e Fabrizio Clerici a Tor San Lorenzo, ha parlato spesso Eros Renzetti, considerato loro allievo.
Dopo gli anni romani, in cui spiccano i ritratti di Alida Valli a seno scoperto (1948) che in quel periodo sposò il musicista Oscar De Mejo, cugino della Fini, di Valentina Cortese (1957), dell'amica Anna Magnani (1951) e di Margot Fonteyn, la pittrice si piegò ad uno stile diverso, ispirato dalle cosiddette "figure minerali", in cerca di una modernità che doveva sempre forzatamente passare attraverso il suo spiccato carattere figurativo senza dimenticare alcune tappe isolate ma peculiari come il notevole L'Amicizia (1958) o Le Bagnanti (1959). Tra ispirazioni preraffaellite e momenti di recupero floreale, gli anni sessanta e settanta furono dominati da un grande fecondità che però non sempre corrispose ad una omogeneità di tratti e di scelte. Nel 1969 le fu conferito il premio San Giusto d'Oro dai cronisti del Friuli Venezia Giulia.

### Una maturità inquieta
Dopo la morte della madre (1971), alla quale l'artista era morbosamente legata, la sua pittura divenne maggiormente introspettiva, le sue scelte si spostarono verso tematiche nordiche ispirate anche dal pittore svizzero Heinrich Füssli e dall'inglese William Blake: sono gli anni della cosiddetta Kinderstube, ovvero la "Camera dei ricordi", ove figure femminili sospese tra la sfinge e la bambola sono circondate da esseri inquietanti e asessuati. Le figure danzano su uno sfondo scuro opprimente e le composizioni sembrano uscire da un allestimento teatrale per un'opera di Ibsen. Il rimando all'eros è sempre più evidente e proprio in quel periodo la Fini pubblica Les merveilles de la nature che raccoglie i suoi schizzi su diversi progetti nella figurazione dell'erotismo (Histoire d'O, Justine). Nel 1972 la pittrice acquistò una fattoria di campagna a Saint-Dyé-sur-Loire, nella quale ospitava i suoi numerosi gatti. Alla morte di Jeleński (1987), la sua pittura si fece ancora più cupa e inquietante.
Nel 1983, Ferrara le dedicò la sua prima mostra personale, presso il Museo d'arte moderna e contemporanea. Nel 1991, nell'annunciare il suo ritiro a vita privata presso la fattoria sulla Loira, rilasciò al Piccolo di Trieste una lunghissima intervista ricca di episodi e di dettagli.
Morirà il 18 gennaio 1996 a Parigi e sceglierà di essere sepolta nel cimitero del paese sulle sponde della Loira: come ultimi compagni di viaggio vorrà i due uomini della sua vita, Kot e Stanislao, riuniti in un abbraccio nel piccolo mausoleo a tre che svetta nel camposanto della campagna francese.
Nel 2009, l'Italia le ha dedicato una grande retrospettiva a Trieste: Leonor Fini l'italienne di Parigi; una sezione della mostra è dedicata ai suoi amici artisti, come Fabrizio Clerici, Pavel Čeliščev, Jan Lebenstein, Michèle Henricot, Dorothea Tanning, Eros Renzetti.
Nel 2023, una mostra dal titolo Insomnia, ha riunito insieme le opere di Leonor Fini e quelle di Fabrizio Clerici, assieme a testimonianze filmate, a documenti, fotografie, maschere, ornamenti e costumi.